# Фариас, Сесар
Се́сар Алеха́ндро Фари́ас Ако́ста (исп. César Alejandro Farías Acosta; 7 марта 1973, Гуирия, штат Сукре) — венесуэльский футбольный тренер и функционер.
Один из самых успешных тренеров Венесуэлы на международном уровне. Стал первым тренером, достигшим стадии четвертьфинала Кубка Либертадорес с венесуэльским клубом, впервые вывел молодёжную сборную Венесуэлы в финальную часть молодёжного чемпионата мира и привёл национальную сборную к наивысшему достижению — четвёртому месту на Кубке Америки.

## Биография
В детско-юношеские годы занимался футболом, выступал на позициях центрального защитника и опорного полузащитника за «Колегио Кларет» из Каракаса и «Клуб Тачира». Пытался начать профессиональную карьеру в «Монагасе», но за взрослую команду так и не сыграл.
С 1993 года начал тренерскую работу с детскими командами клуба «Нуэва Кадис». В 1996 году возглавил клубную команду 17-летних игроков, с которой спустя год одержал победу в национальном молодёжном первенстве. Ведущими игроками той команды были Хуан Аранго и Александер Рондон. В сезоне 1997/98 стал тренером взрослой команды клуба и практически тем же составом одержал победу во втором дивизионе. В сезоне 1998/99 команда заняла место в середине таблицы высшего дивизиона, в ходе сезона она переехала в другой город и сменила название на «Сульянос». Фариас продолжал работать с командой до 2002 года, когда она вылетела во второй дивизион.
С 2002 года работал с клубами «Трухильянос», «Депортиво Тачира», «Минерос Гуаяна». Стал первым тренером в истории, который вывел венесуэльский клуб в четвертьфинал Кубка Либертадорес («Депортиво Тачира» в 2004 году). В 2007 году возглавил дебютанта высшего дивизиона «Депортиво Ансоатеги» и привёл команду ко второму месту в чемпионате.
После отставки в декабре 2007 года тренера сборной Венесуэлы Ричарда Паэса Фариас был приглашён в национальную команду. Первый матч под его руководством сборная провела 3 февраля 2008 года против Гаити и одержала победу 1:0. 6 июня 2007 года Венесуэла одержала победу 2:0 над сборной Бразилии, которая стала первой победой венесуэльцев в истории противостояния этих команд. В отборочном турнире чемпионата мира 2010 года Венесуэла заняла восьмое место, но лишь на два очка отстала от пятого, которое давало шанс на участие в стыковых матчах.
С апреля 2008 года тренер совмещал работу в национальной команде с работой в молодёжной сборной. На домашнем чемпионате Южной Америки среди молодёжи 2009 года Венесуэла заняла четвёртое место и впервые в истории смогла квалифицироваться на чемпионат мира. На мировом первенстве в Египте команда заняла второе место в групповом турнире, опередив молодёжные сборные Нигерии и Таити, а в 1/8 финала уступила Эмиратам. По окончании чемпионата тренер оставил работу в молодёжной команде и сосредоточился на основной сборной.
В 2011 году возглавлял национальную сборную на Кубке Америки. Под его руководством команда на групповой стадии сыграла два матча вничью — с Бразилией (0:0) и Парагваем (3:3), а также одержала победу над Эквадором (1:0) и во второй раз в истории вышла из группы на турнире. В полуфинале была повержена сборная Чили (2:1), и Венесуэла в первые в истории вышла в полуфинал, где уступила лишь в серии пенальти Парагваю.
В отборочном цикле чемпионата мира 2014 года Венесуэла показала наивысший результат в истории — шестое место, но не смогла квалифицироваться на финальный турнир. В ноябре 2013 года тренер подал в отставку. Всего сборная под его руководством провела 85 матчей, из которых 29 выиграла, 25 сыграла вничью и 31 проиграла, при разнице мячей 98-119.
В декабре 2013 года возглавил мексиканскую «Тихуану», но клуб выступал неудачно, и тренер вскоре был уволен. В 2015 году работал в Индии с клубом «Норт-Ист Юнайтед», а в начале 2016 года — с парагвайским «Серро Портеньо».
Весной 2016 года принял боливийский «Стронгест» и в турнире Клаусура 2016 года поднял команду из середины таблицы на второе место, а в турнире Апертура 2016 года привёл её к чемпионству. В августе 2017 года покинул команду. В 2018 году вновь стал руководить «Стронгестом», а параллельно стал исполняющим обязанности главного тренера сборной Боливии. С 2019 года, после истечения контракта со «Стронгестом», тренировал только сборную Боливии.
С 2014 года является президентом и владельцем ФК «Сулия».

## Достижения
- Чемпион Боливии: 2016 (Апертура).
- Второй дивизион Венесуэлы: 1997/98